# قائمة أول محاميات وقاضيات في أفريقيا
قائمة أول محاميات وقاضيات في أفريقيا (بالإنجليزية: List of first women lawyers and judges in Africa، بالفرنسية: liste des premières femmes avocates et juges en Afrique): هي قائمة بأولى المحاميات والقاضيات في إفريقيا. تشمل كذلك العام الذي سُمح فيه للنساء بتطبيق القانون. تشمل أيضًا النساء الأوائل في بلادهن اللاتي حققن تميزًا معينًا مثل الحصول على درجة في القانون.